# Ululodes vetulus
Ululodes vetulus är en insektsart som först beskrevs av Jules Pièrre Rambur 1842.  Ululodes vetulus ingår i släktet Ululodes och familjen fjärilsländor. Inga underarter finns listade i Catalogue of Life.